# ヴィクターヴィル

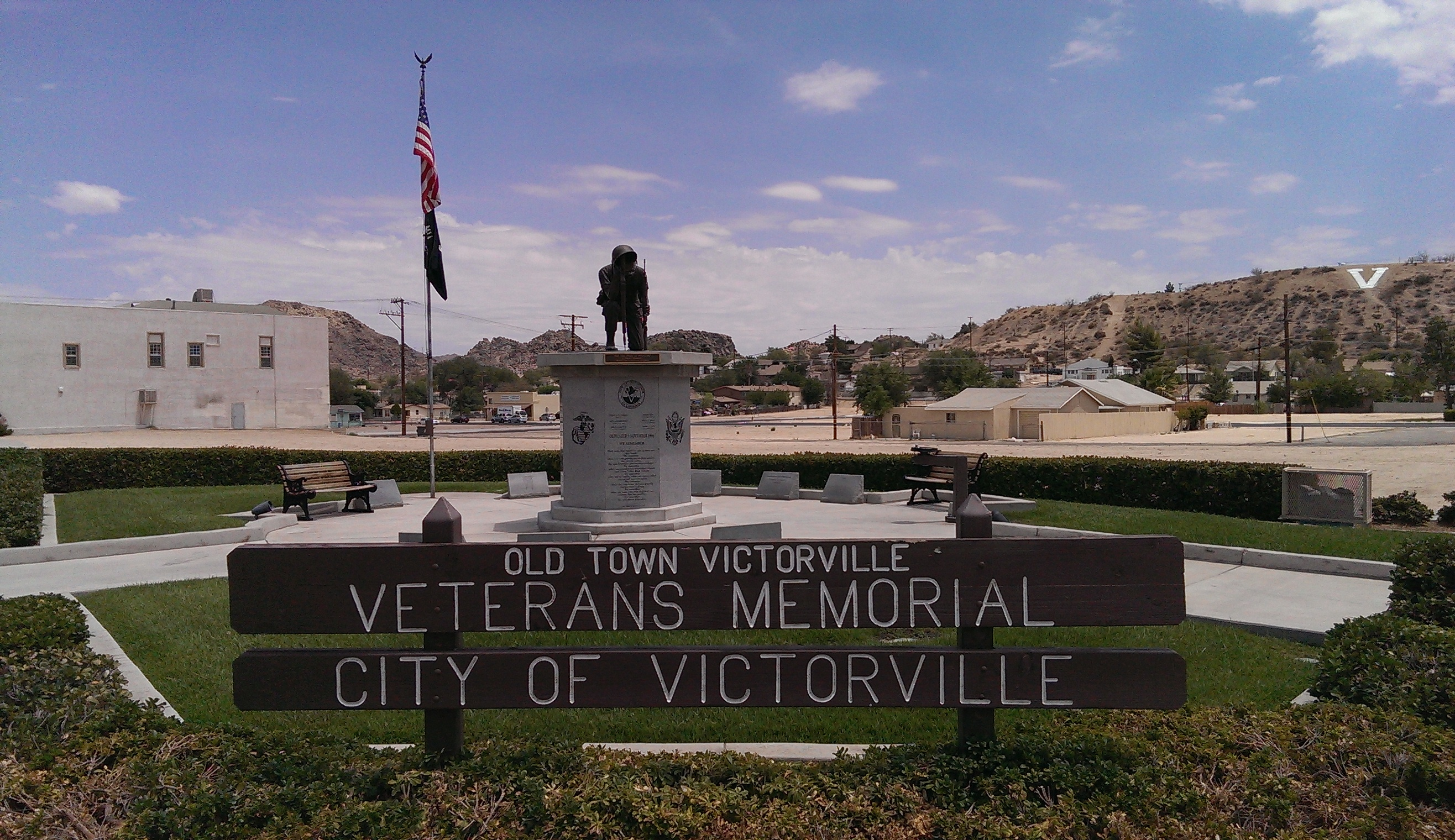
ヴィクターヴィルにある記念碑と街並み

サンバーナーディーノ郡内の位置

ヴィクターヴィル（Victorville）は、アメリカ合衆国カリフォルニア州のサンバーナーディーノ郡西部にある都市。人口は13万4810人（2020年） 。ビクター・バレーの中心都市である。

## 地理
ヴィクターヴィルの座標は、北緯34度32分10秒 西経117度17分28秒 / 北緯34.53611度 西経117.29111度である。サンガブリエル山脈、サンバーナディーノ山脈の北側に広がるモハーヴェ砂漠の南端にある。標高は902mである。ロサンゼルスの北東130km、サンバーナーディーノの北55kmに位置している。
アメリカ合衆国統計局の調査によると、面積は189.8km2で、188.5km2が陸であり、1.3km2が池や川である。0.71%を水が占めている。

## 経済
サザンカリフォルニア・ロジスティックス空港は空軍基地跡地に整備された貨物専用空港である。物流の拠点となっており幾つかの企業が事業所を置いている。
ヴィクターヴィルには3つの連邦刑務所があり雇用と税収を提供している。

## 交通
ヴィクターヴィル駅にはアムトラックの長距離列車サウスウェスト・チーフが停車する。
ヴィクターヴィルの幹線道路は州間高速道路15号線である。サンバーナーディーノ方面への移動にはカホン峠を越える必要がある。

## 気候
ケッペンの気候区分では砂漠気候に属し、昼夜の寒暖差が非常に大きい気候である。年間雨量はサンバーナーディーノの半分以下である。 降水は大部分が冬に降り、時折雪もふることがある。夏は高温で乾燥し、日中を中心に40度近くまで気温が上がる日も多い。
| ヴィクターヴィルの気候 | ヴィクターヴィルの気候 | ヴィクターヴィルの気候 | ヴィクターヴィルの気候 | ヴィクターヴィルの気候 | ヴィクターヴィルの気候 | ヴィクターヴィルの気候 | ヴィクターヴィルの気候 | ヴィクターヴィルの気候 | ヴィクターヴィルの気候 | ヴィクターヴィルの気候 | ヴィクターヴィルの気候 | ヴィクターヴィルの気候 | ヴィクターヴィルの気候 |
| 月                     | 1月                    | 2月                    | 3月                    | 4月                    | 5月                    | 6月                    | 7月                    | 8月                    | 9月                    | 10月                   | 11月                   | 12月                   | 年                     |
| ---------------------- | ---------------------- | ---------------------- | ---------------------- | ---------------------- | ---------------------- | ---------------------- | ---------------------- | ---------------------- | ---------------------- | ---------------------- | ---------------------- | ---------------------- | ---------------------- |
| 最高気温記録 °C （°F） | 27 (80)                | 30 (86)                | 34 (93)                | 38 (100)               | 42 (108)               | 44 (111)               | 47 (116)               | 44 (112)               | 43 (110)               | 38 (101)               | 31 (88)                | 29 (85)                | 47 (116)               |
| 平均最高気温 °C （°F） | 16 (60)                | 17 (63)                | 20 (68)                | 24 (75)                | 29 (84)                | 34 (93)                | 37 (99)                | 37 (98)                | 33 (92)                | 27 (81)                | 20 (68)                | 16 (60)                | 25.8 (78.4)            |
| 平均最低気温 °C （°F） | −1 (31)                | 2 (35)                 | 3 (38)                 | 6 (42)                 | 9 (49)                 | 13 (55)                | 16 (61)                | 16 (61)                | 13 (55)                | 7 (45)                 | 2 (35)                 | −1 (30)                | 7.1 (44.8)             |
| 最低気温記録 °C （°F） | −18 (−1)               | −12 (11)               | −10 (14)               | −4 (25)                | −1 (30)                | 2 (36)                 | 2 (36)                 | 6 (42)                 | 0 (32)                 | −6 (21)                | −13 (8)                | −14 (6)                | −18 (−1)               |
| 雨量 mm （inch）       | 28.2 (1.11)            | 30 (1.18)              | 29 (1.14)              | 7.9 (0.31)             | 5.8 (0.23)             | 1.5 (0.06)             | 4.1 (0.16)             | 6.4 (0.25)             | 8.4 (0.33)             | 6.6 (0.26)             | 9.1 (0.36)             | 20.6 (0.81)            | 157.6 (6.2)            |
| 降雪量 cm （inch）     | 2.3 (0.9)              | 0 (0.0)                | 0.3 (0.1)              | 0 (0.0)                | 0 (0.0)                | 0 (0.0)                | 0 (0.0)                | 0 (0.0)                | 0 (0.0)                | 0 (0.0)                | 0.5 (0.2)              | 0.3 (0.1)              | 3.4 (1.3)              |
| 出典：Weather Channel  |                        |                        |                        |                        |                        |                        |                        |                        |                        |                        |                        |                        |                        |